# Fujiwara no Kamatari

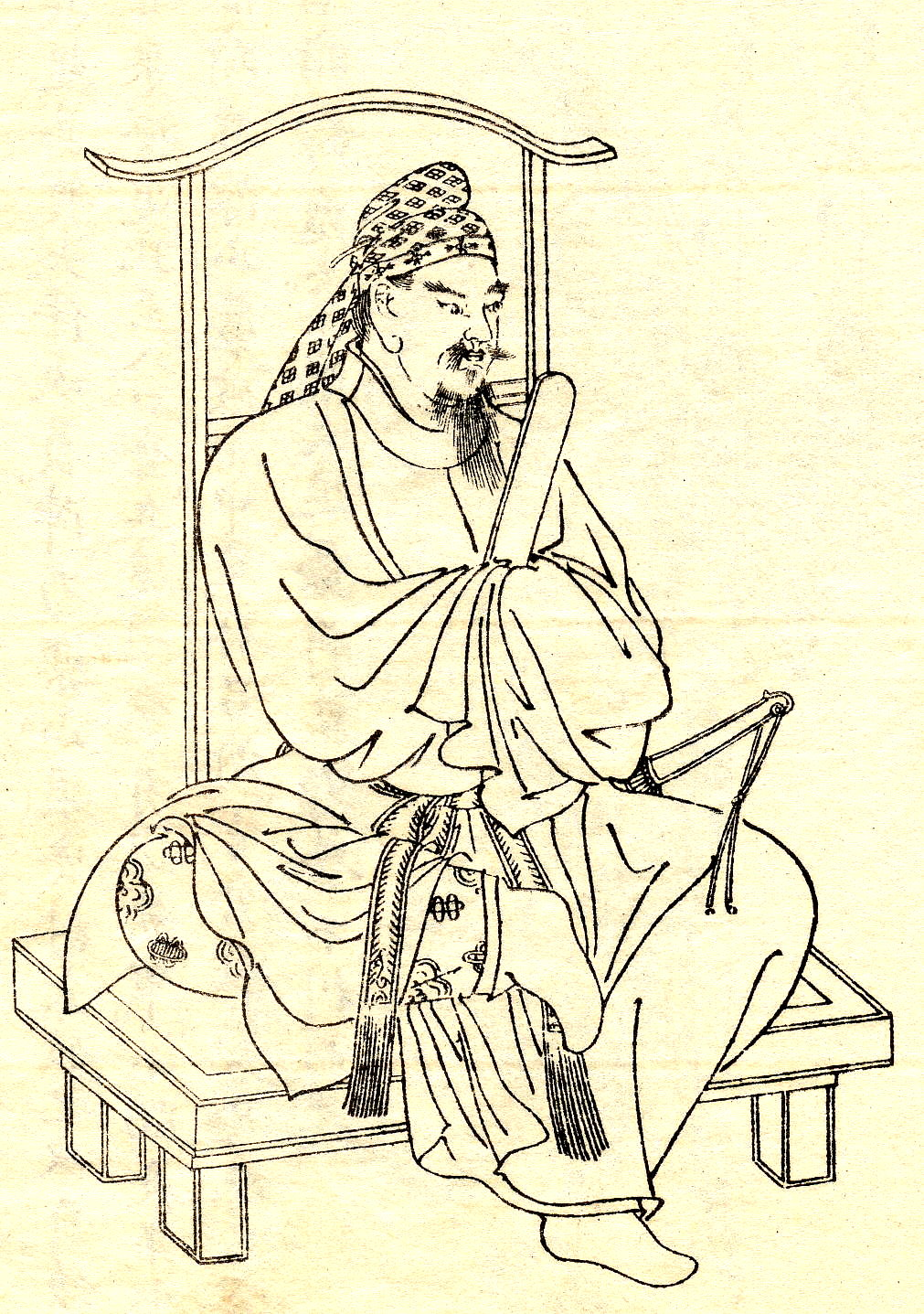
Ilustración de Fujiwara no Kamatari de Kikuchi Yōsai.

Fujiwara no Kamatari (藤原鎌足?  (614 - 669) fue el fundador del clan Fujiwara en Japón. Era originario del clan Nakatomi, su padre fue Nakatomi no Mikeko y su nombre de nacimiento fue Nakatomi no Kamatari (中臣鎌足?). Al morir recibió el nombre póstumo de Fujiwara del Emperador Tenji.

## Vida política y social
Fue amigo y partidario del príncipe Naka no Ōe, futuro emperador Tenji. Kamatari fue el jefe del Jingikan (Departamento de Culto sintoísta), que tomaba su nombre de Jingi-haku (神祇伯?). Desde este, se convirtió en una de las cabezas del ala del gobierno que estaba en contra del incremento de poder e influencia del budismo en la corte y el país. Como resultado en año 645, junto al príncipe Naka no Ōe, dio un golpe de palacio en la corte. Una de las medidas que tomaron fue la ejecución de Soga no Iruka, que tenía una fuerte influencia sobre la Emperatriz Kōgyoku. Este hecho provocó el suicidio del padre de Iruka, Soga no Emishi.

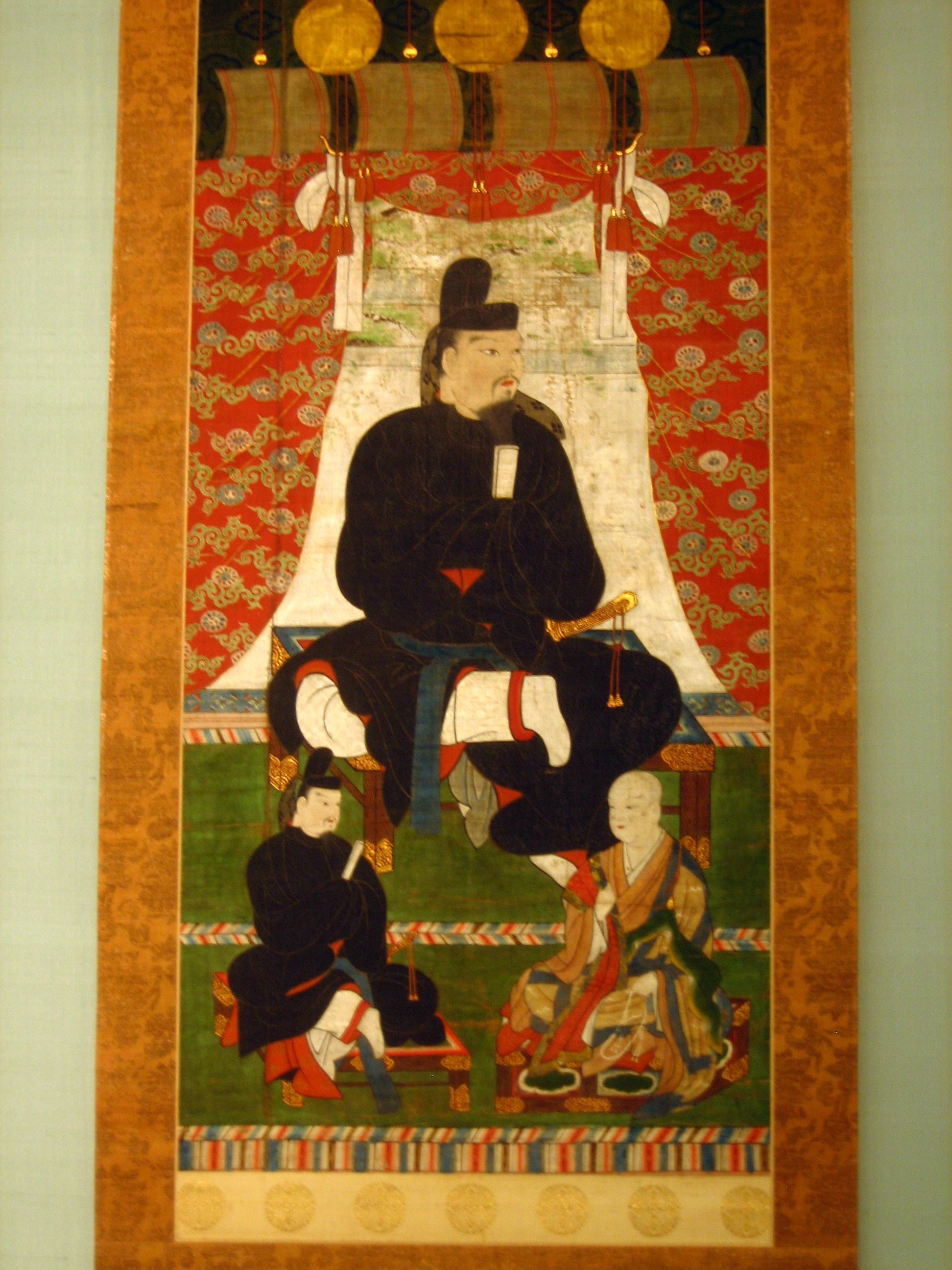
Fujiwara no Kamatari junto a sus hijos Joē y Fujiwara no Fuhito, que aparece vestido como un cortesano.

La emperatriz fue obligada a abdicar en favor de su hermano más joven, que pasó a ser el Emperador Kōtoku. El nuevo emperador le otorgó el puesto de naidaijin (Ministro del Interior) a Kamatari, tras lo cual, este participó en la creación de las reformas Taika, un conjunto de normas basadas en el modelo chino orientadas a fortalecer el poder del emperador.
A lo largo de su vida, Kamatari continuó respaldando al Príncipe Naka no Ōe, que se convirtió en el Emperador Tenji en el año 661. Tenji le concedió el más alto rango de Taishokan y un nuevo nombre de clan, Fujiwara, como un honor. 
Su hijo fue Fujiwara no Fuhito (o Fubito). El sobrino de Kamatari, Nakatomi no Omimaro se convirtió en la cabeza del Templo de Ise, y su descendencia llevaría de nuevo el nombre de Nakatomi.
Tres unificadores de Japón estaban relacionados con los Fujiwara:
- La sobrina tercera de Oda Nobunaga contrajo matrimonio con un miembro del clan Fujiwara.
- La segunda esposa de Toyotomi Hideyoshi estaba lejanamente emparentada con los Fujiwara mediante matrimonio.
- Los herederos de Tokugawa Ieyasu contrajeron matrimonio con miembros del clan Fujiwara.

Entre sus descendientes se encuentra Fumimaro Konoe trigésimo cuarto, trigésimo octavo y trigésimo nono primer ministro de Japón, y su nieto Morihiro Hosokawa el septuagésimo nono primer ministro de Japón. El clan samurái Tachibana también afirma descender de los Fujiwara. La familia materna del Emperador Montoku del Clan Taira también descendía del clan Fujiwara. {Oda Nobunaga también decía descender del clan Taira}.
En el siglo XIII la línea principal de la familia Fujiwara se divide en cinco casas: Konoe, Takatsukasa, Kujo, Nijo y Ichijo. Las cinco familias proporcionaban regentes al emperador, por lo cual eran conocidas como las Cinco Casas Regentes. 
Hasta el matrimonio del príncipe Hirohito (a título póstumo Emperador Shōwa) con la princesa Kuni Nagako (a título póstumo Emperatriz Kōjun) en enero de 1924, los principales consortes de los emperadores y príncipes continuaron proviniendo de las cinco Sekke Fujiwara. Frecuentemente, las princesas imperiales contraían matrimonio con Señores de la familia Fujiwara - tradición que se mantuvo durante al menos un milenio. La tercera hija del emperador Shōwa, la princesa Takanomiya (Kazoku), y la primogénita del príncipe Mikasa, la princesa Yasuko, contrajeron matrimonio con miembros de las casas Takatsukasa y Konoe, respectivamente. La Emperatriz Shōken descendía del clan Fujiwara, y a través de Hosokawa Gracia (細川ガラシャ?) del Clan Minamoto. De igual manera, la hija del último shogun Tokugawa contrajo matrimonio con un primo segundo del emperador Shōwa.